# حواصیل سیاه

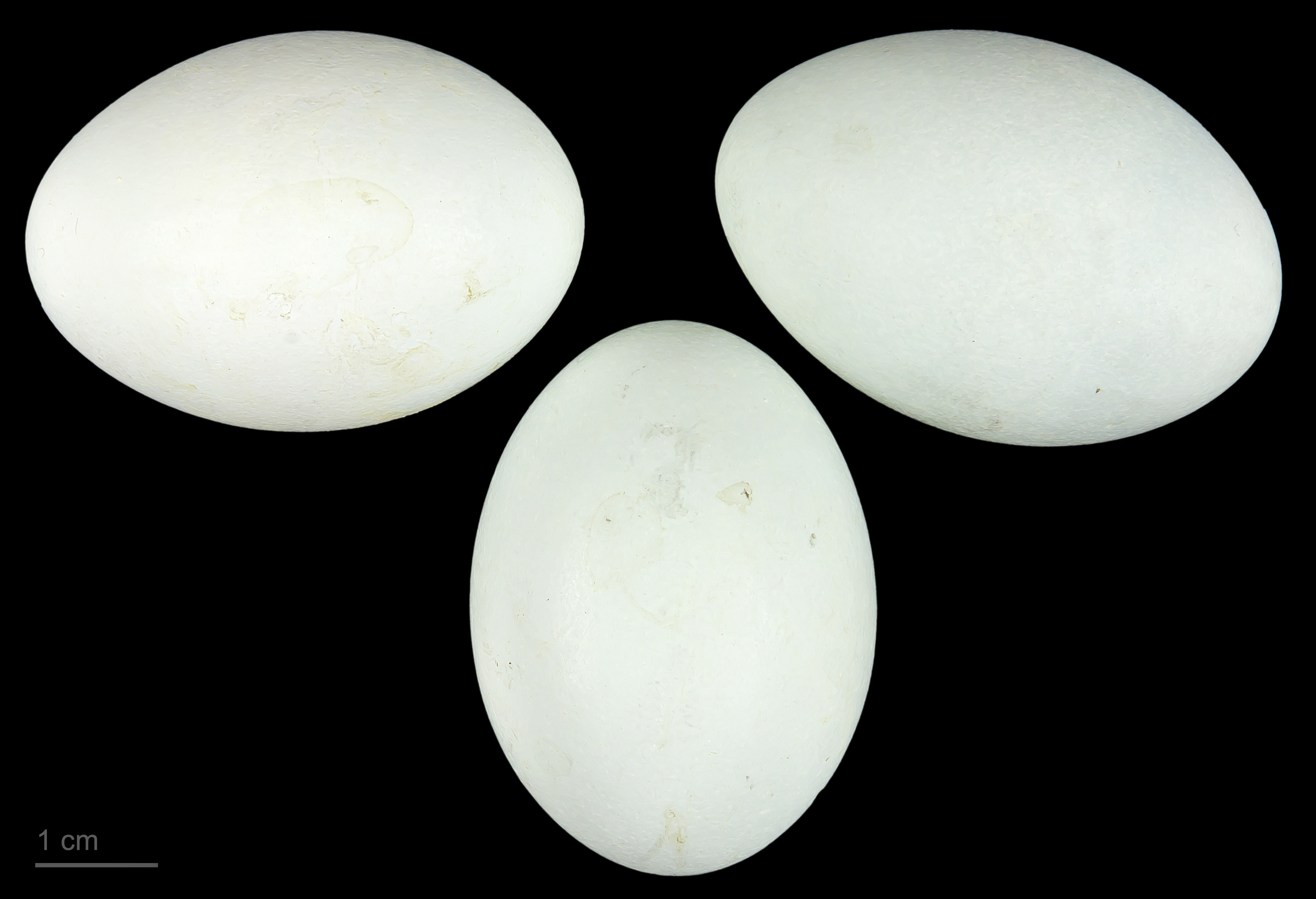
Egretta ardesiaca

حواصیل سیاه (نام علمی: Egretta ardesiaca) نام یک گونه از سرده قار است.
یک حواصیل آفریقایی است. این پرنده دارای متوسط (۴۲٫۵–۶۶ سانتی‌متر قد است)، این حواصیل در مناطق جنوب صحرای آفریقا از جمله ماداگاسکار وجود دارد، و ترجیح می‌دهد در آب‌های کم عمق مانند لبه‌های دریاچه‌های آب شیرین و حوضچه‌ها ماهی بگیرد. همچنین ممکن است در تالاب‌ها، لبه رودخانه‌ها، زمین‌های برنجی و چمنزارهای فصلی یافت شود. در مناطق ساحلی، ممکن است در طول رودخانه‌های جزر و مد و یونجه، دریاچه‌های قلیایی و آپارتمان‌های جزر و مدی در حال تغذیه یافت شود. محدوده زیست آن بین سنگال و سودان و جنوب است. عمدتاً در نیمی از شرق قاره آفریقا یافت می‌شود. همچنین در یونان نیز مشاهده شده‌است.
حواصیل سیاه (Black Heron) یک شیوه شکار جالب دارد که" شکار کانوپی " نام دارد. در این شیوه شکار از بال‌هایش مانند چتر استفاده می‌کند و از سایه ای که برای جذب ماهی ایجاد می‌کند استفاده می‌کند. این تکنیک به خوبی در قسمت” ۵ بی‌بی‌سی زندگی پرندگان" مستند شده‌است. برخی از حواصیل‌های سیاه به تنهایی غذا می‌خورند، در حالی که بیشتر در گروه‌هایی تا ۵۰ تایی تغذیه می‌کنند، بیشترین تعداد گزارش شده در یک گروه ۲۰۰ عدد است. حواصیل سیاه، معمولاً روزها شکار می‌کند اما غروب خورشید را بیشتر ترجیح می‌دهد. غذای اصلی حواصیل سیاه ماهی کوچکی است، همچنین حشرات آبزی، میگو و دوزیستان را می‌خورد.

## نگارخانه

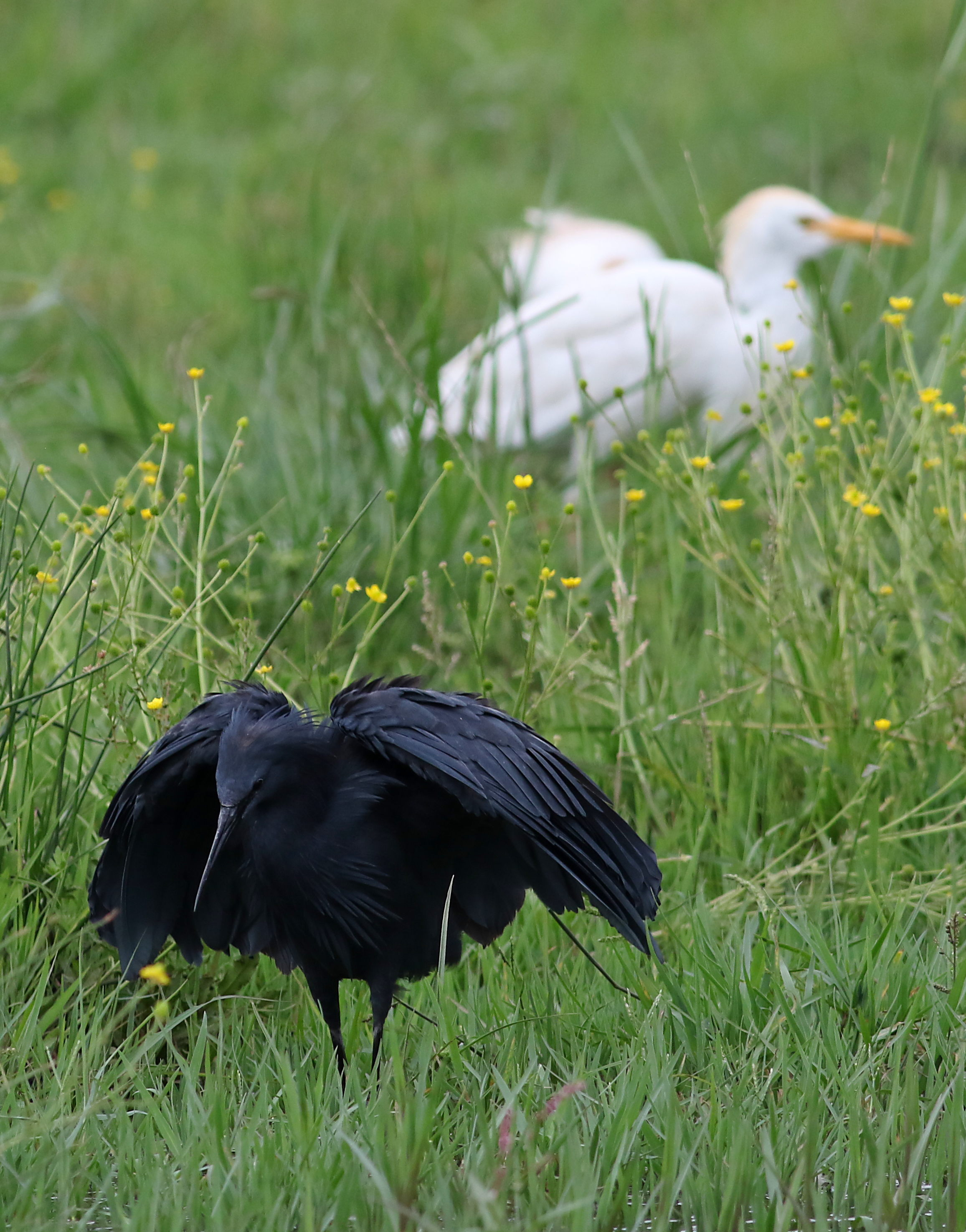
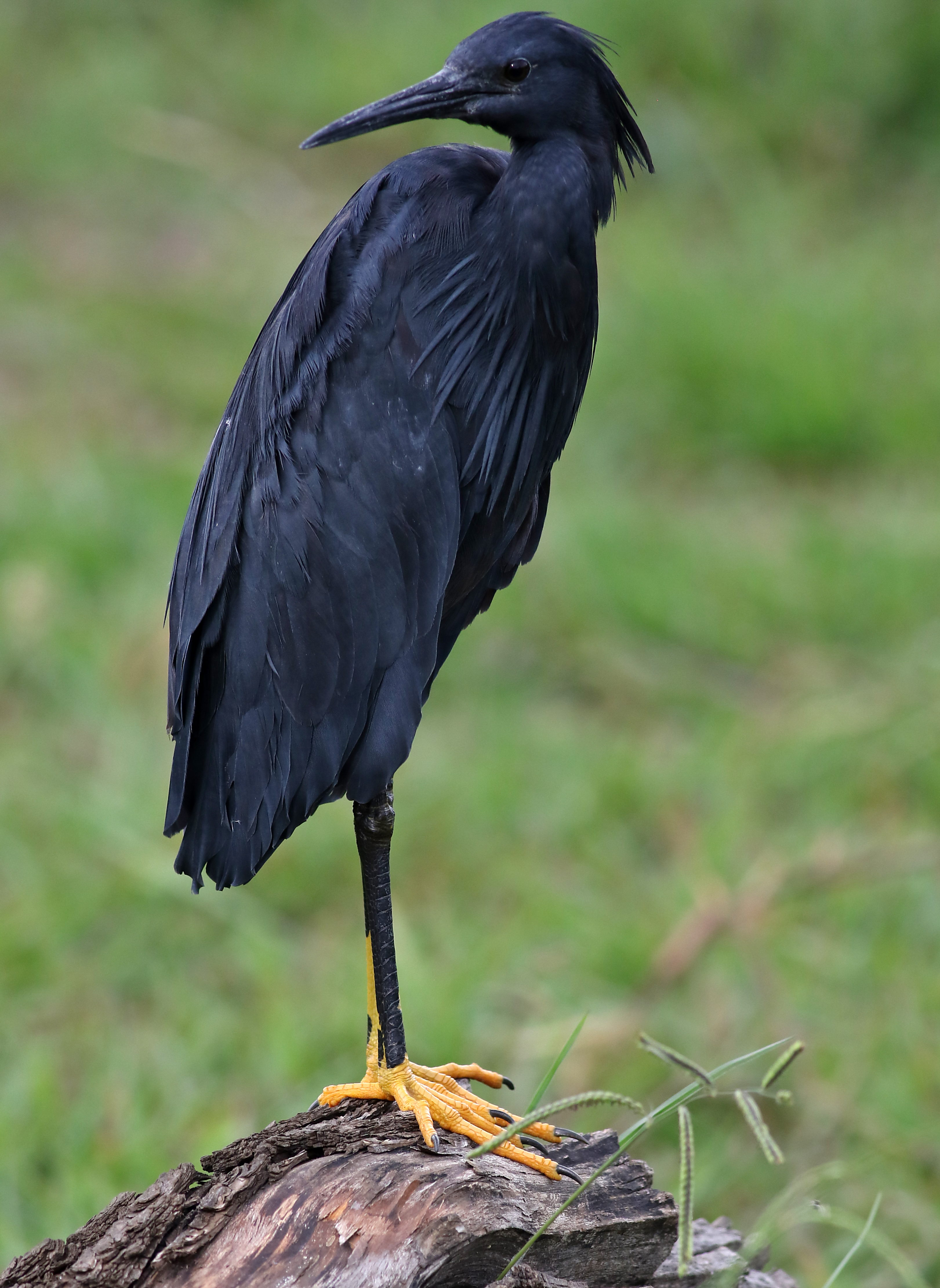
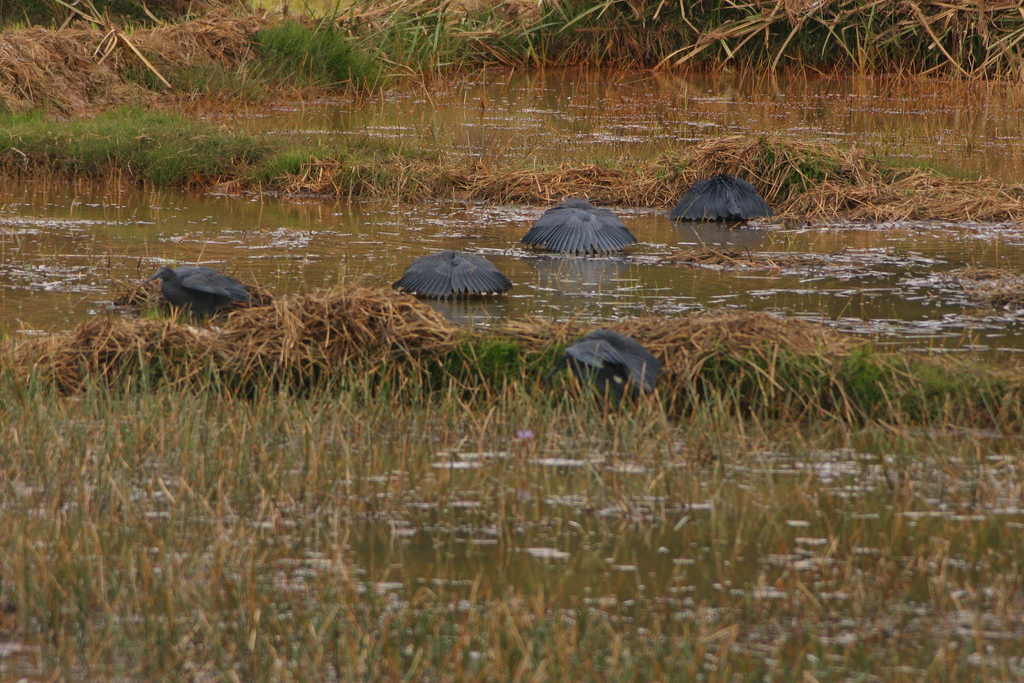
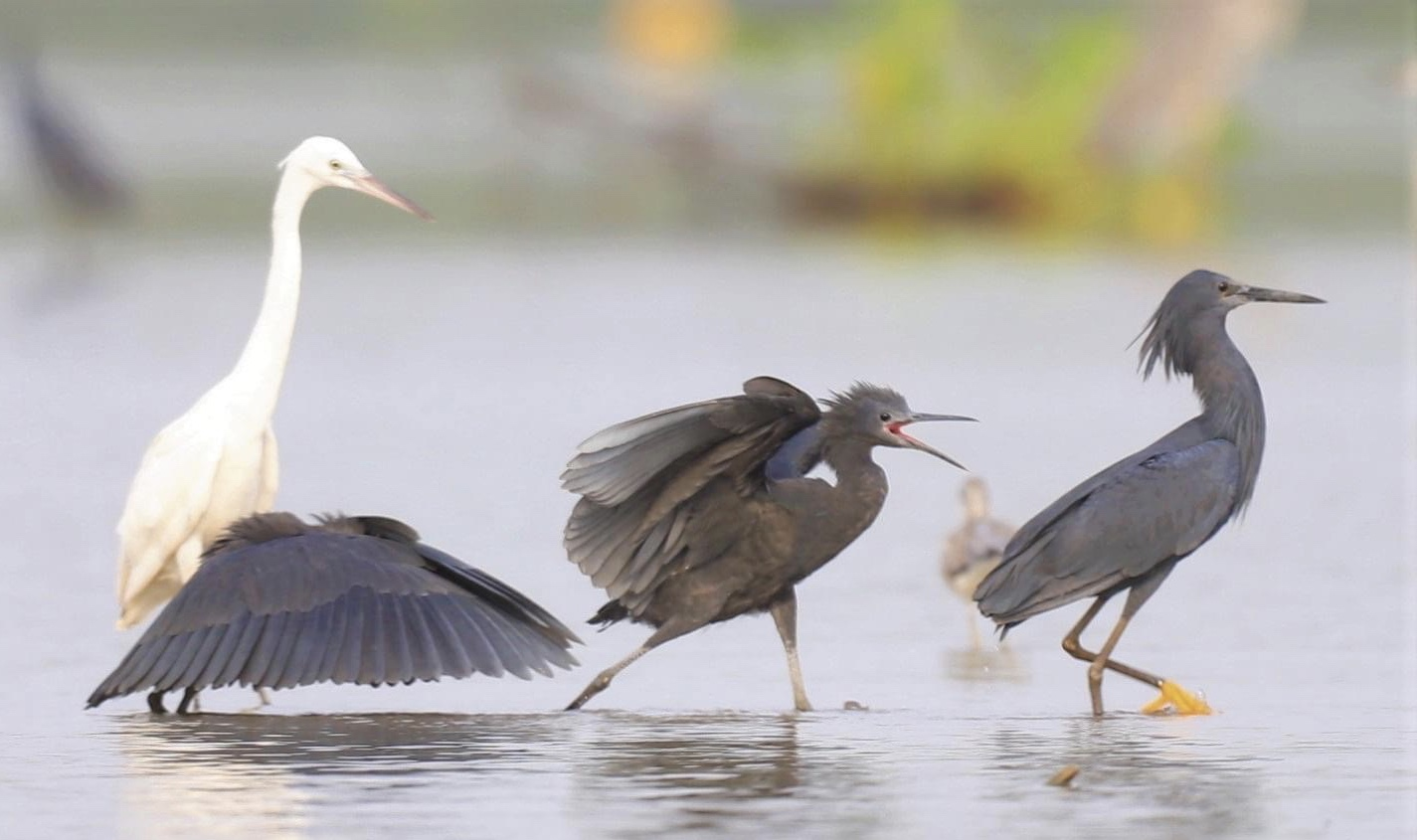